# Pandanus kingianus
Pandanus kingianus är en enhjärtbladig växtart som beskrevs av Ugolino Martelli. Pandanus kingianus ingår i släktet Pandanus och familjen Pandanaceae. Inga underarter finns listade.